# Franz Zderadicka
Franz Zderadicka (* 15. Juni 1963) ist ein österreichischer Basketballtrainer und ehemaliger -spieler.

## Laufbahn

### Spieler
Zderadicka spielte bei Union Döbling, BK Klosterneuburg und Union Wels. Mit Klosterneuburg gewann er in den 1980er Jahren sieben Mal in Folge die österreichische Meisterschaft und bildete ein starkes Gespann mit Lucas Hajda. Er blieb bis 1990 in Klosterneuburg. Zudem war er langjähriger Nationalspieler, bestritt 80 Länderspiele und fungierte als Kapitän der Nationalmannschaft. Im September 1990 erlitt er bei einem Verkehrsunfall schwere Beinverletzungen und musste seine Laufbahn beenden. Nach dem Ende seiner Leistungssportkarriere war er später noch Mitglied der österreichischen Senioren-Nationalmannschaft, mit der in der Wettkampfklasse Ü45 unter anderem an Europa- und Weltmeisterschaften teilnahm.

### Trainer
Zwischen 1994 und 1997 war er Cheftrainer beim Bundesligisten Möllersdorf und führte die Mannschaft 1997 zum Gewinn des nationalen Pokalbewerbs. Anschließend leitete er von 1998 bis 2012 das Leistungszentrum Niederösterreich-Süd. In den Jahren 1999 und 2000 betreute Zderadicka Österreichs männliche U20-Nationalmannschaft. 2006 war er kurzzeitig Trainer des Zweitligisten UBC Güssing. Von 2010 bis 2015 war er erst Assistenz- dann Cheftrainer der Damen-Bundesliga-Mannschaft des BC Vienna 87. 2013 wurden die Wienerinnen unter seiner Leitung österreichischer Vizemeister, zum Kader gehörten auch seine drei Töchter, seine Ehefrau war seine Co-Trainerin. Im Sommer 2011 betreute er zusätzlich als Nationaltrainer Österreichs weibliche U20-Auswahl bei der B-Europameisterschaft. 2015 war Zderadicka neben seiner Tätigkeiten im Jugendbereich zeitweise auch Co-Trainer der Traiskirchener Herrenmannschaft.
Im Sommer 2015 trat Zderadicka eine zweite Amtszeit als Cheftrainer von Arkadia Traiskirchen an, ab November 2015 musste er aufgrund von Hüft- und Rückenschmerzen eine Pause einlegen, der Serbe Vladimir Lučić wurde daraufhin von den Niederösterreichern zurückgeholt. Nach dem Saisonende 2015/16 wurde Zderadickas Vertrag nicht verlängert.
Zur Saison 2017/18 übernahm Zderadicka den Cheftrainerposten beim Zweitligaverein Basket Flames, nachdem er im Vorjahr bereits in der Jugendabteilung des Klubs gearbeitet hatte.
Im Sommer 2020 wurde er neuer Cheftrainer der BK Duchess Klosterneuburg und holte in der Saison 2020/21 mit den Damen sowohl den Cuptitel als auch erstmals für den Verein den Staatsmeistertitel. Sowohl im Cup als im Meisterschaftsfinale war UBI Graz der Gegner. Staatsmeister wurde Zderadicka mit Klosterneuburg ebenfalls in den Jahren 2022 und 2023. Nach dem Ende der Saison 2023/24 endete seine dortige Trainertätigkeit. Zu seinen Spielerinnen in Klosterneuburg zählten auch Pia, Anja und Lisa.